# Офицерская артиллерийская школа

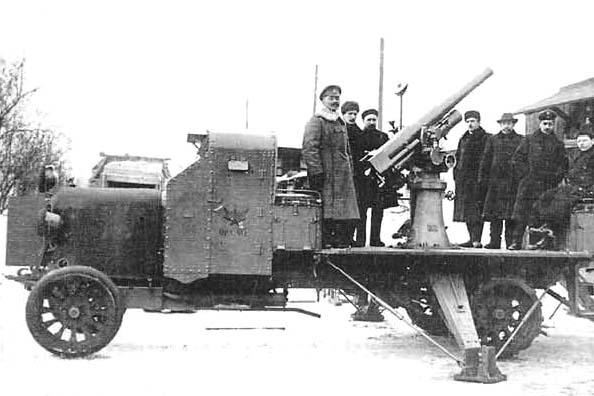
На фотографии: Гвардейский штабс-капитан В. В. Тарновский (крайний слева) с разработчиками первой специальной зенитной 76-мм пушки, март 1915 года.

Офице́рская артиллери́йская шко́ла стрельбы́ (ОАШС) — военно-учебное заведение русской императорской армии, ВС России, имперского периода.
Располагалась в Царском Селе на углу Сапёрной и Велиовской улиц и на полигоне под Лугой. В литературе встречается наименование — Артиллерийская школа стрельбы.

## История
Была учреждена 14 (26) марта 1882 года на базе двух образцовых батарей, и первое занятие состоялось 13 февраля 1883 года. АШ основана в годы коренных преобразований и изменений в артиллерийском деле Русской армии, в ходе военной реформы 1860 — 1870 годов.
Школа подготавливала офицеров к командованию артиллерийской батареей. В 1886 году был создан первый проект Правил стрельбы и Крепостной отдел — для подготовки  офицеров крепостной артиллерии.
В 1896 году — создан угломер Михайловского-Турова и батарейная буссоль (командирский угломер) полковника В. Н. Михайловского. В 1895 году — в русской артиллерии были созданы артиллерийские дивизионы. В 1899 году в школе разработана методика проведения конных поездок, а в 1904 году — впервые применена стрельба с закрытых огневых позиций.
Курс обучения в школе составлял 7 месяцев и 9 дней, в другом источнике учебный курс, состоящий из теоретического преподавания и практических занятий, продолжался 5 месяцев — с 11-го апреля по 10-е сентября.
Ежегодно в школу принимали 35 артиллерийских капитанов и есаулов казачьих батарей, впоследствии штат переменного состава был увеличен до 60 человек. В 1906 году, 1908—1909 годах в школе проходили стажировку командиры артиллерийских дивизионов и бригад. В XX веке на отделении полевой артиллерии обучалось 108 капитанов и 36 штаб-офицеров. Штаб-офицеры крепостной артиллерии стажировались в крепости Осовец. В 1911 году в школе опробовано применение при стрельбе звукометрических приборов, а в 1913 году — вводится наблюдение за стрельбой артиллерии с привязных аэростатов.
В сентябре 1914 года из состава школы была сформирована конная батарея Офицерской артиллерийской школы в составе 4 орудий. Батарея вошла в 4-ю Отдельную кавалерийскую бригаду под командованием генерал-лейтенанта Химца, посланную для оказания «хотя бы косвенной помощи» окружённым частям 2-й армии РИА.
Самая большая заслуга Школы заключалась в разработке и практическом внедрении в РИА стрельбы с закрытых огневых позиций.
В 1906 году под Лугой был приобретён участок земли для полигона школы (ныне 33-й артиллерийский полигон). К 1910 году это был крупнейший и лучший артиллерийский полигон в Европе.
В марте 1915 года при школе была сформирована первая в России артиллерийская зенитная батарея (Отдельная автомобильная батарея для стрельбы по воздушному флоту) во главе со штабс-капитаном гвардии В. В. Тарновским, вооруженная четырьмя 76-мм противоаэропланными пушками образца 1914 г., смонтированными на шасси грузовиков «White» (по другим данным – «Руссо-Балт Т»).

И если в боевой подготовке артиллерии не было сколько-нибудь заметного разнобоя, то благодаря отчасти настойчивости генинспарта и, главным образом, благодаря работе офицерской артиллерийской школы.— [militera.lib.ru/science/barsukov/13.html Барсуков Евгений Захарович. Русская артиллерия в мировую войну]

## Состав
Школа состояла из:
- управления;
- курсов;
- батарей — пешей, конной и для стрельбы по воздушным целям (специальной) под командованием штабс-капитана Тарновского, с 18 марта 1915 года;
- полигона, с 1906 года, в районе города Луга.

## «Вестник офицерской артиллерийской школы»
Периодическое издание, выходившее при школе.

"Вестник офицерской артиллерийской школы" трактовал преимущественно о возникающих в школе более жизненных вопросах относящихся к стрельбе артиллерии, разведке, наблюдению, связи, выбору и занятию позиций, отчасти к боевому использованию артиллерии совместно с другими родами войск; иногда в "Вестнике", с целью оживления и разнообразия материала, помещались артиллерийские рассказы Егора Егорова (Е, Е. Елчанинова) беллетристического характера, с остроумием и комизмом, критикующие те или иные неудачные новшества, вводимые в артиллерию, или с памфлетами на тех или иных начальников, скрывая их фамилии под легко отгадываемыми псевдонимами (например, "Океншнаб" вместо Глазенап и т. п.). "Вестник офицерской артиллерийской школы" печатался в ограниченном количестве экземпляров и не имел широкого круга читателей; обычными читателями "Вестника" были старшие офицеры — кандидаты на получение батарей, готовящиеся к прохождению курса офицерской артиллерийской школы. — [militera.lib.ru/science/barsukov/13.html Барсуков Евгений Захарович. Русская артиллерия в мировую войну]

## Начальники
| Начальники школы                  | Начальники школы |
| Даты                              | Начальники |
| --------------------------------- | --- |
| 6 мая 1882 — 12 августа 1892      | полковник, с 6.05.1884 генерал-майор Данилов, Алексей Николаевич (1837—1916), с оставлением в списках 2-й лейб-гвардии артиллерийской бригады |
| 12 августа 1892 — 13 мая 1899     | полковник, с 30.08.1893 генерал-майор Валевачев, Степан Прокопьевич (1842—1913)                                                               |
| 13 мая 1899 — 18 августа 1899     | генерал-майор Столетов, Дмитрий Григорьевич (1845—1899)                                                                                       |
| 9 сентября 1899 — 31 декабря 1913 | полковник, с 9.04.1900 генерал-майор, с 30.07.1906 генерал-лейтенант Синицын, Александр Николаевич (1849—1924)                                |
| 31 декабря 1913 — 5 октября 1914  | генерал-лейтенант Гаитенов, Валериан Михайлович (1855—...)                                                                                    |
| … — …                             | |

## Известные люди, служившие или обучавшиеся в школе
- Великий Князь Андрей Владимирович
- Великий Князь Дмитрий Павлович
- Абамеликов, Соломон Иосифович
- Алиев, Эрис Хан Султан Гирей
- Базаревский, Халиль Мустафович
- Баранов, Михаил Валерианович
- Барсуков, Евгений Захарович
- Бек-Софиев, Борис Александрович
- Белый, Василий Фёдорович
- Высоцкий, Николай Фёдорович
- Гобято, Леонид Николаевич
- Клоченко, Ипатий Иванович
- Корицкий, Николай Иванович
- Корнилов, Лавр Георгиевич
- Лехович, Владимир Андреевич
- Маниковский, Алексей Алексеевич
- Мехмандаров, Самедбек Садыхбек оглы
- Пащенко, Алексей Григорьевич
- Радкевич, Евгений Александрович
- Сулькевич, Матвей Александрович
- Талышханов, Мир Асад-бек
- Федулаев, Леонид Ильич
- Ханжин, Михаил Васильевич
- Шихлинский, Али-Ага Исмаил-Ага оглы

## В Белом движении
В декабре 1918 года в Армавире была открыта Учебно-подготовительная артиллерийская школа для повышения квалификации и обучения артиллерийских офицеров военного времени и переведенных в артиллерию из других родов войск. В октябре 1919 года была переведена в Севастополь, а оттуда в январе 1921 года — в Галлиполи. Переименована в Офицерскую артиллерийскую школу. 29 ноября 1921 года была эвакуирована в Болгарию, где до 1930-х годов оставалась скадрированной частью в составе 1-го армейского корпуса РОВС.
Начальники школы:
- 19.12.1918-? — генерал-лейтенант Эггер, Константин Константинович
- 1925—1931 — генерал-майор Карабанов, Александр Николаевич